# Олейник, Алексей Григорьевич
Алексе́й Григо́рьевич Оле́йник (1929—2012) — учёный-физик, разработчик ядерного оружия, лауреат Ленинской премии.
Окончил школу в Царицыне (1947) и МФТИ (1953).
Работал в Арзамасе-16 (Саров) вместе с А. Д. Сахаровым, занимался исследованиями по созданию термоядерных реакторов на основе импульсных плазменных систем.
С 1978 г. в филиале ИАЭ в г. Троицк, работал в области впрыска плазменных струй в токамак.
В 1991 году создал и возглавил Эколого-культурный центр (ЭКЦ) «Царицыно» по сохранению и восстановлению культурных памятников. Как председатель Троицкого отделения Всероссийского общества охраны памятников истории и культуры добился для "Парка усадьбы Троицкое" статуса охраняемого памятника истории и культуры (см. газету "Троицкий вариант" от 01.03.2012).
Лауреат Ленинской премии (закрытой частью постановления).
Погиб в автомобильной аварии 11 февраля 2012 года.
Автор воспоминаний «Три задачи академика Сахарова» (Троицк, 2004).